# توم بونير
توم بونير (بالإنجليزية: Tom Bonner)‏ (6 فبراير 1988 في المملكة المتحدة - ) هو لاعب كرة قدم بريطاني في مركز الدفاع. شارك مع منتخب اسكتلندا تحت 19 سنة لكرة القدم. أما مع النوادي، فقد لعب مع إبسفليت يونايتد وروشدين ودايموندز وكامبريدج يونايتد ونادي نورثامبتون تاون وهيبريدج سويفتس ونادي دارتفورد ونونيتون بورو ‏ وBedford Town F.C. ‏ وإيكستون تاون ‏ وهنكلي يونايتد ‏ ونادي دوفر أتليتيك.

## وصلات خارجية
- توم بونير على موقع قاعدة بيانات كرة القدم.إي يو (الإنجليزية)
- توم بونير على موقع Soccerbase.com (لاعب) (الإنجليزية)